# Arturo Frei Bolívar
Erwin Arturo Frei Bolívar (Santiago, 18 de noviembre de 1939-13 de enero de 2022) fue un abogado y político chileno. Ejerció como diputado entre 1969 y 1973 y como senador entre 1990 y 1998, siendo también conocido por su candidatura presidencial en la elección de 1999.

## Vida familiar y estudios
Hijo de Arturo Frei Montalva y Marcela Bolívar Le Fort. Fue parte de la familia Frei, de políticos chilenos en su mayoría ligados al Partido Demócrata Cristiano; además de ser sobrino del expresidente Eduardo Frei Montalva y la  Activista Política Irene Frei, fue primo del también expresidente de la República y expresidente del Senado Eduardo Frei Ruiz-Tagle y de su hermana la exsenadora Carmen Frei Ruiz-Tagle. También por el lado materno fue primo de Marta Larraechea Bolívar, cónyuge de Eduardo Frei Ruiz-Tagle y ex primera dama.
Sus estudios los realizó en el Colegio de los Sagrados Corazones de Concepción y en el de Santiago. Posteriormente, ingresó a la Escuela de Derecho de la Pontificia Universidad Católica de Chile, egresando de la carrera en 1965, con la presentación de la memoria Bases Constitucionales de la Fuerza Pública. Posteriormente recibió el título de abogado al jurar como tal el 5 de diciembre de 1966. 
Se casó con María Antonia Urzúa Meyer, y en un segundo matrimonio, con María Beatriz Riutort Barrenechea, con quien tiene un hijo.

## Vida profesional
Fue profesor ayudante de la cátedra de Derecho Tributario, en la Facultad de Derecho de la Universidad Católica. También se desempeñó como abogado del Ministerio de Economía, y como fiscal de la Asociación de Ahorro y Préstamo "Huelén".
Fue socio de la firma Avellaneda Ltda. y desde 1977, su abogado.
En los años 1980 fue presidente de la Fundación de Guarderías y Jardines Infantiles Irene Frei Montalva, institución sin fines de lucro que se dedica al cuidado de menores de escasos recursos.
Frei Bolívar fue también autor de numerosos artículos publicados en diversos diarios y revistas. Durante varios años fue columnista estable de diarios como La Tercera y El Sur de Concepción, entre otros.
Fue miembro de la Sociedad de Escritores de Chile.

## Vida política

### Inicios y diputado
Ingresó al Partido Demócrata Cristiano (PDC) en 1957; fue jefe de la Democracia Cristiana Universitaria en la Facultad de Derecho y Delegado ante la Federación de Estudiantes de la Universidad Católica de Chile (FEUC). También ocupó el cargo de jefe de provincias de la parte poblacional para la campaña presidencial de Eduardo Frei Montalva.
En 1969 fue elegido diputado en representación de la provincia de Concepción. Como parlamentario le correspondió presidir la Comisión Mixta de Presupuesto y las comisiones de Salud Pública, de Vivienda y Urbanismo y la de Constitución, Legislación y Justicia.
En 1973 fue reelegido diputado por Concepción, con la primera mayoría provincial y unas de las más altas a nivel nacional. Durante la campaña, fue víctima de un atentado en su contra —le fue lanzado un proyectil a su cabeza— por parte de partidarios de la Unidad Popular en Chiguayante.
Durante varios períodos fue miembro de la Comisión Política y Consejero Nacional del PDC.

### Senador y salida del PDC

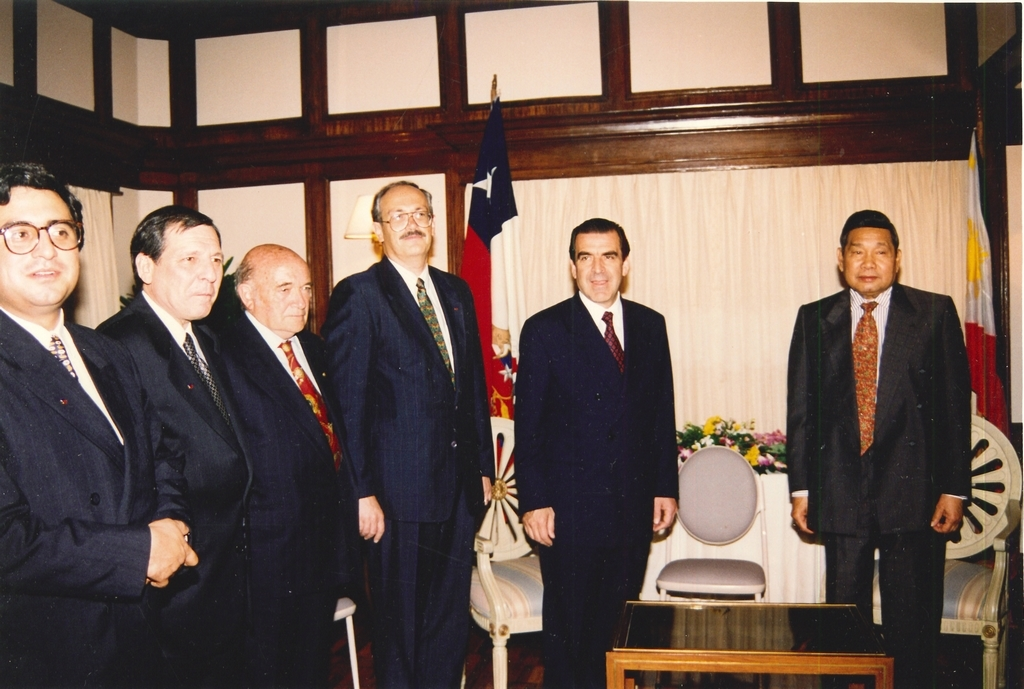
Frei Bolívar (segundo de izquierda a derecha) durante una visita oficial del presidente Eduardo Frei Ruiz-Tagle a Filipinas (c. 1995).

En 1989 fue elegido con la primera mayoría, senador de la República por la Decimosegunda Circunscripción, Región del Biobío, asumiendo el 11 de marzo de 1990. Desde enero de 1993 hasta marzo de 1998 ejerció como presidente de la Comisión de Defensa del Senado. Integró además la Comisión de Vivienda y Urbanismo. Sin ir a la reelección, cesó en el cargo el 11 de marzo de 1998.
El 10 de marzo de 1998 fue condecorado por el Ejército de Chile con la «Cruz de la Victoria», distinción máxima otorgada por esta institución a un político chileno. En noviembre de ese año visitó al exdictador de su país Augusto Pinochet, quien se hallaba detenido en Londres. Luego de ello, Frei fue pasado al tribunal de disciplina del PDC, pero renunció antes de una resolución.

### Candidatura presidencial y retiro de la política
El 30 de enero de 1999, se presentó como candidato independiente en la elección presidencial de ese año; fue apoyado en su candidatura por Francisco Javier Cuadra sectores de la Unión de Centro Centro e independientes agrupados en la denominada Alianza Popular. De su campaña es recordado el jingle «Arturo Frei Bolívar, ¡uno como usted!» que aparecía en su franja electoral televisiva. Obtuvo 26 812 votos, equivalente al 0,38 % del total, una de las votaciones más bajas de la historia del país, la cual sería superada en 2013 por el 0,19 % obtenido por el también exdemocratacristiano Tomás Jocelyn-Holt y en 2017 por Alejandro Navarro (0,26 %).
Luego de su fallida candidatura se retiró de la política, ejercerciendo su profesión de abogado. En 2017 reapareció para entregar, mediante una declaración pública, su apoyo al candidato de Chile Vamos, Sebastián Piñera, en la elección presidencial de ese año.

## Historial electoral

### Elecciones parlamentarias de 1973
- Elecciones parlamentarias de 1973 para la 17ª Agrupación Departamental de Concepción[10]

### Elecciones parlamentarias de 1989
- Elecciones parlamentarias de 1989, para la Circunscripción 12, VIII Región Costa [11]

### Elección presidencial de 1999
Resultado de la elección de 1999 para la presidencia de la República.